# Susie Wiles
Susan Summerall Wiles, detta Susie (Saddle River, 14 maggio 1957), è una funzionaria e politica statunitense, capo di gabinetto della Casa Bianca dal 20 gennaio 2025, prima donna nominata per questa posizione.

## Biografia

### Inizi e carriera
Figlia del giornalista sportivo ed ex giocatore della National Football League Pat Summerall e di sua moglie Cheri, Susan Summerall nacque e crebbe nel New Jersey. Si laureò presso l'Università del Maryland - College Park.
Nel 1979, venne assunta come assistente del deputato Jack Kemp e l'anno successivo lavorò alla campagna elettorale di Ronald Reagan per le presidenziali del 1980.
Negli anni novanta, fu impiegata come capo dello staff del sindaco di Jacksonville John Delaney e come collaboratrice della deputata Tillie Fowler. Delaney la definì "una sapiente politica, solo una sorta di istinto politico ultraterreno".
Tra il 2004 ed il 2009 fu consigliera di un altro sindaco di Jacksonville, John Peyton. Nel 2010, collaborò alla campagna elettorale dell'imprenditore Rick Scott per la carica di governatore della Florida. L'apporto di Susie Wiles venne ritenuto decisivo per l'esito delle elezioni, considerato che all'epoca Scott era un outsider con pochi legami all'interno del Partito Repubblicano.
Nel gennaio del 2011, Susie Wiles assunse il ruolo di responsabile della campagna elettorale dell'ex governatore dello Utah Jon Huntsman per le presidenziali del 2012. Nel corso della campagna, lei e l'ex giocatore dei Jacksonville Jaguars Tony Boselli co-fondarono una società di consulenza con sede a Ponte Vedra Beach. Susie Wiles lasciò l'incarico di responsabile per Huntsman nel luglio del 2011.
Per quasi un decennio, si occupò di gestire la società di lobbying Ballard Partners, con sede a Tallahassee, lasciandola nel settembre 2019 a causa di citati problemi di salute.

### Collaborazione con Donald Trump
In occasione delle elezioni presidenziali del 2016, Susie Wiles gestì le operazioni della campagna di Donald Trump in Florida. Nel 2018, fu incaricata dallo stesso Trump di aiutare la campagna di Ron DeSantis per la carica di governatore della Florida. Quando DeSantis fu eletto, nel suo discorso di ringraziamento, descrisse Susie Wiles come "la migliore del settore"; nonostante ciò, a causa di "crescenti tensioni tra i due", nel 2019 fu licenziata dal governatore. Secondo quanto riportato da Politico, il legame con Wiles, che aveva "svolto un ruolo chiave", fu interrotto "su richiesta del governatore della Florida Ron DeSantis" per consentirgli "di installare i propri alleati nel partito statale", operazione che venne "ampiamente vista come una battuta d'arresto per la campagna di rielezione del presidente". La stessa Wiles, intervistata in merito, definì l'aver lavorato per DeSantis come il più grande errore di tutta la sua carriera.
Nel marzo 2021, Susie Wiles fu nominata amministratrice delegata del PAC di Trump Save America. Nel mese di aprile dello stesso anno, Politico la descrisse come "il nuovo capo del Trumpworld", sottolineando la sua posizione di supremazia rispetto all'ex responsabile della campagna del 2020 Bill Stepien e al collaboratore Justin R. Clark. Sotto la sua guida, Save America coprì le spese legali di diversi membri dello staff di Trump coinvolti nei numerosi procedimenti giudiziari contro l'ex presidente.
Nell'agosto 2022, Susie Wiles venne descritta come il "capo dello staff" di Trump in vista delle elezioni di medio termine del 2022 e dell'annuncio della sua campagna presidenziale per le elezioni del 2024.
Nell'atto d'accusa federale del 2023 nei confronti di Trump per malagestione di documenti riservati, venne menzionata senza essere nominata una persona etichettata come "rappresentante del PAC", alla quale Trump avrebbe mostrato una mappa riservata relativa ad un'operazione militare; secondo ABC News, la persona in questione era Susie Wiles. Dopo l'incriminazione, ProPublica documentò un aumento dei pagamenti a Wiles e l'assunzione di sua figlia come parte di un sistema complesso di membri dello staff di Trump citati in giudizio che ricevevano ingenti benefici economici. Wiles negò di sapere che era buona norma per i testimoni in un'indagine riguardante il proprio capo non apparire pubblicamente come beneficiari di trattamenti speciali e negò altresì di aver mai parlato con Trump della sua testimonianza.
Negli ultimi mesi della campagna presidenziale del 2024, Trump dichiarò che Susie Wiles e Chris LaCivita erano le due persone che gestivano la sua campagna in seguito a screzi con il consigliere Corey Lewandowski. Nel 2024, Politico e The Guardian riportarono che Susie Wiles si descrive come una repubblicana "moderata". Fu soprannominata "ice baby" e venne riconosciuta la sua abilità nel "creare ordine nel caos". I notisti politici considerarono Wiles la vera regista della campagna presidenziale di Trump.
Due giorni dopo la vittoria di Donald Trump alle presidenziali del 2024, Wiles venne indicata come nuova capo di gabinetto della Casa Bianca. Trump la elogiò affermando: "Susie Wiles mi ha appena aiutato a raggiungere una delle più grandi vittorie politiche nella storia americana ed è stata parte integrante della mia campagna di successo del 2016 e del 2020. Susie è tosta, intelligente, innovativa ed è universalmente ammirata e rispettata".

## Vita privata
Susie Wiles era sposata con Lenny Wiles, anch'egli consulente politico repubblicano, con il quale si trasferì a Jacksonville nel 1985. La coppia ebbe due figlie e divorziò nel 2017.
Dopo l'insediamento di Trump nel 2017, una delle figlie di Susie Wiles, Caroline, venne assunta dalla Casa Bianca come vice assistente del presidente e direttore della programmazione. Il Washington Post notò che Caroline Wiles aveva un "background insolito per un alto funzionario della Casa Bianca", notando che la donna non avesse neppure portato a compimento i suoi studi presso il Flagler College. Da un'ulteriore indagine, emerse che Caroline Wiles aveva avuto problemi legali derivanti dalla guida in stato di ebbrezza sia nel 2005 che nel 2007. La donna lasciò la Casa Bianca nel febbraio 2017, non avendo superato un controllo dei precedenti penali da parte dell'FBI. Nel 2024, Caroline Wiles fu il quarto membro dello staff più pagato della campagna di Trump, guadagnando un totale di 222.000 dollari.